# Абецадло
Абеца́дло (от пол. abecadło «азбука») — польский алфавит, эпизодически использовавшийся в Галиции в XVII—XIX веках для записей украинского фольклора и издания книг «для народа».
В 1834 году священник и этнограф Иосиф Лозинский в статье «Об использовании польского абецадла для русских текстов» (пол. O wprowadzeniu abecadła polskiego do piśmiennictwa ruskiego) пытался обосновать переход на латиницу (абецадло) как более отвечающую фонетическому строю украинского языка систему письма. Это предложение вызвало резкую критику со стороны «Русской троицы» (брошюра М. Шашкевича «Азбука і abecadło», 1836).
Орфографические особенности соответствуют польским:
- гортанное г записывается как h, ґ взрывное — g;
- ш, ч, х передаются диграфами sz, cz, сh соответственно;
- йотированные я, є, ю, ї записываются как ja, je, ju, ji соответственно;
- различаются (согласно галицкому произношению) мягкое l и твёрдое ł;
- для обозначения ж и мягких согласных вводятся диакритические знаки.

Абецадлом иногда некорректно называют также проект латиницы для украинского языка Йозефа Иречека, утверждённый министерством образования Австрии в 1859 году и отменённый в 1861 году из-за многочисленных протестов общественности.
Также абецадло обозначает семь латинских букв, выражающих семь звуков в музыкальной церковной певческой технике.